# Eric Adams
Eric Adams, rodným jménem Louis Marullo (* 12. července 1952) je zpěvák americké heavy metalové kapely Manowar od roku 1980.

## Hudební kariéra
Narodil se ve městě Auburn ve státě Washington. Začal zpívat již od svých devíti let.
Ve svých jedenácti letech (v roce 1965) založil kapelu s názvem Meet the Kids, se kterou odehrál několik koncertů. Byl také například zpěvákem ve skupině Jade, ale obě tyto skupiny (Meet the Kids a Jade) nevydaly žádnou svou skladbu, pouze předělávky starých hitů. Poté se stal zpěvákem v kapele LOOKS, ve které byl členem také nynější baskytarista Manowar Joey DeMaio. Také společně s ním založili v roce 1980 skupinu Manowar, ve které je zpěvákem až dodnes. Rozsah jeho hlasu činí více než 4 oktávy a je znám svými specifickými „ječáky“, které umí udržet i po dobu 40 sekund. Jak sám říká, lekci zpěvu měl jen jednou a to proto, aby se naučil techniku zpěvu a správné dýchání. Hraje také na kytaru a na klávesy.
Podle jeho slov na něj měl veliký vliv zpěvák Deep Purple Ian Gillan, jehož hlas prý ve svých mladých letech zbožňoval.

## Osobní život
Má dva syny, Erica a Adama, podle kterých si tak upravil své vystupovací jméno. Je také vášnivým lovcem a společně s kamarádem Chesterem Mooresem natočili dokumentární film z prostředí přírody a lovu s názvem Wild Life Wild Times, ke kterému složil soundtrack a hraje v něm i na kytaru.
Je také instruktorem v lukostřelbě. Byl několikrát v rádiích a magazínech věnovaným lovu a lovení. Má rád klasickou hudbu, ale poslouchá například i americkou heavy metalovou kapelu Disturbed, a naopak prohlásil, že není moc fanouškem kapely Kiss.